# 다마고자케

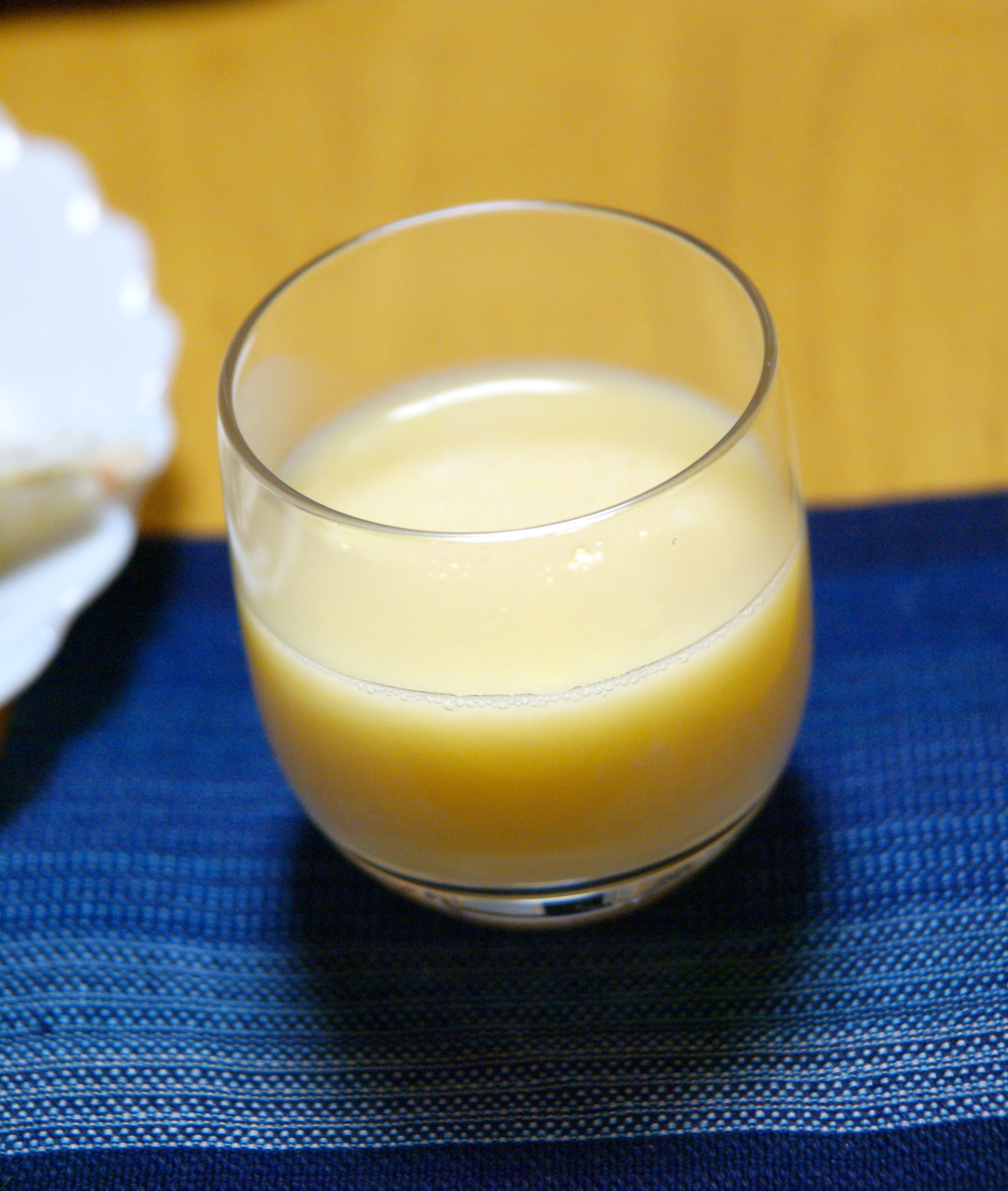

다마고자케(일본어: 卵酒)는 달걀에 설탕을 섞어 휘저은 다음, 사케를 부어 따끈하게 데운 것을 말한다.